# Адміністративний поділ Латвії

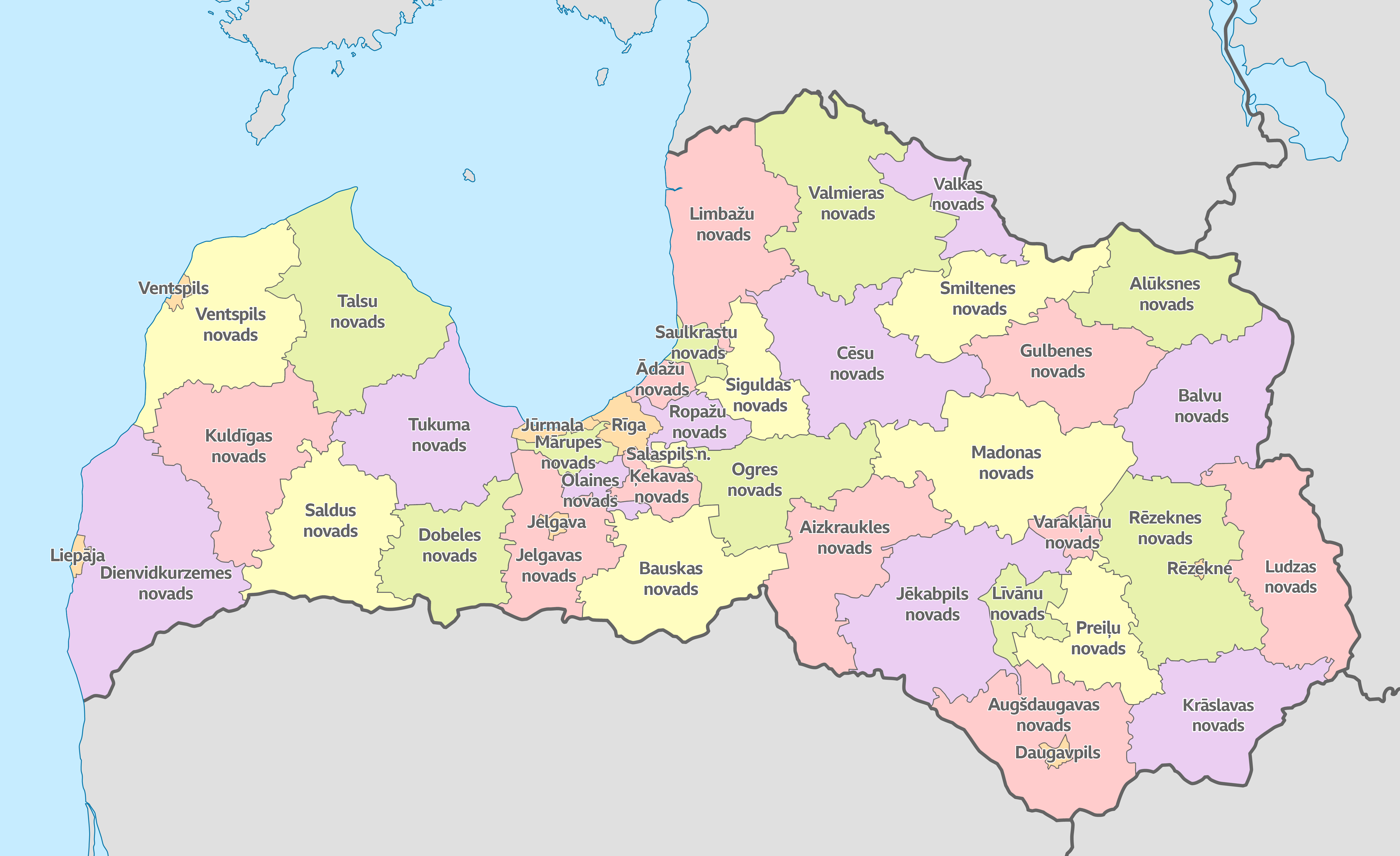
Краї й республіканські міста Латвії після адміністративної реформи 2021 року

Чинний адміністративно-територіальний поділ існує з 2021 року. Латвія поділяється на:
- 4 історичні регіони
- 36 країв (латис. novads) та 74 міста у їх складі (у тому числі 71 крайове місто та 3 державні міста)
  - 511 волостей (латис. pagasts).
  - 7 державних міст (латис. valstspilsētas).

## Краї
Після реформи 2021 року є одиницею найвищого рівня. Поділяється на волості і крайові міста.

## Регіони
За Конституцією Латвія поділяється на 4 регіони:
| Герб | Регіон  | Карта |
| ---- | ------- | ----- |
|      | Курземе |       |
|      | Латгале |       |
|      | Відземе |       |
|      | Земгале |       |

Зі складу Семигалії інколи виділяють окремий регіон, що не зазначений у Конституції: 

## Державні міста
|     | Місто      | Герб | Статус      | Площа  | Населення | Густота |
| --- | ---------- | ---- | ----------- | ------ | --------- | ------- |
| 1.  | Даугавпілс |      | 1940        | 72,48  | 102 496   | 1414,1  |
| 2.  | Єкабпілс   |      | 2009        | 23,0   | 26 284    | 1142,8  |
| 3.  | Єлгава     |      | 1940        | 60,1   | 64 516    | 1073,5  |
| 4.  | Юрмала     |      | 1959        | 100,0  | 56 060    | 560,6   |
| 5.  | Лієпая     |      | 1940        | 60,37  | 83 884    | 1389,5  |
| 6.  | Огре       |      | 2021        | 13,6   | 22 978    | 1597,9  |
| 7.  | Резекне    |      | 1953        | 17,48  | 34 912    | 1997,3  |
| 8.  | Рига       |      | 1931 / 1940 | 307,17 | 703 581   | 2290,0  |
| 9.  | Валміера   |      | 2009        | 18,18  | 27 217    | 1497,1  |
| 10. | Вентспілс  |      | 1940        | 55,4   | 42 657    | 770,0   |

Сім із десяти державних міст — Даугавпілс, Єлгава, Юрмала, Лієпая, Резекне, Рига та Вентспілс — мають статус окремої адміністративної території (міського муніципалітету). З іншого боку, Єкабпілс, Огре та Валміера є одиницями територіального поділу відповідних країв. Щоб забезпечити досягнення цілей адміністративно-територіальної реформи, муніципалітети Даугавпілса, Єлгави, Лієпаї, Резекне та Вентспілса співпрацюють із сусідніми повітами у розробці стратегії сталого розвитку та програми розвитку та створюють спільні установи співпраці в таких напрямків: цивільний захист, освіта та управління відходами.

## Історія

### 2009—2021
Латвія поділялася на:
- 110 країв (novadi)
- 9 республіканських міст.

### 1960—2009
Латвія поділялася на:
- 26 районів (rajoni)
- 7 республіканських міст (в Латвійській РСР — «міста республіканського підпорядкування»).